# ...forse è colpa della musica...
...forse è colpa della musica... è il quarto album in studio di Fred Bongusto, pubblicato nel 1966.

## Tracce
1. Stupendamente giovane
2. Se ti innamorerai
3. Quando staje cu mme
4. Il mare quest'estate
5. La vie en rose
6. Cielo azzurro
7. Se tu non fossi bella come sei
8. Me 'so 'mbriacato 'e sole
9. Cosa farai...
10. Aspetta domani
11. Tre volte baciami
12. Oi Marì...